# Ryo Kushino
Ryo Kushino (櫛野 亮 Kushino Ryō?, nacido el 3 de marzo de 1979 en Higashi-ku, Kumamoto, Kumamoto) es un exfutbolista japonés. Jugaba de guardameta y su último club fue el JEF United Chiba de Japón.

## Trayectoria

### Clubes
| Club                 | País  | Año         |
| -------------------- | ----- | ----------- |
| JEF United Chiba     | Japón | 1997 - 2013 |
| Nagoya Grampus Eight | Japón | 2007        |

## Estadística de carrera

### J. League
| Club                 | Año   | J. League | J. League | Copa J. League | Copa J. League | Total | Total |
| Club                 | Año   | Part.     | Goles     | Part.          | Goles          | Part. | Goles |
| -------------------- | ----- | --------- | --------- | -------------- | -------------- | ----- | ----- |
| JEF United Ichihara  | 1997  | 0         | 0         | 0              | 0              | 0     | 0     |
| JEF United Ichihara  | 1998  | 0         | 0         | 0              | 0              | 0     | 0     |
| JEF United Ichihara  | 1999  | 0         | 0         | 0              | 0              | 0     | 0     |
| JEF United Ichihara  | 2000  | 14        | 0         | 1              | 0              | 15    | 0     |
| JEF United Ichihara  | 2001  | 21        | 0         | 6              | 0              | 27    | 0     |
| JEF United Ichihara  | 2002  | 23        | 0         | 5              | 0              | 28    | 0     |
| JEF United Ichihara  | 2003  | 30        | 0         | 3              | 0              | 33    | 0     |
| JEF United Ichihara  | 2004  | 29        | 0         | 6              | 0              | 35    | 0     |
| JEF United Chiba     | 2005  | 22        | 0         | 5              | 0              | 27    | 0     |
| JEF United Chiba     | 2006  | 0         | 0         | 8              | 0              | 8     | 0     |
| Nagoya Grampus Eight | 2007  | 6         | 0         | 0              | 0              | 6     | 0     |
| JEF United Chiba     | 2008  | 1         | 0         | 0              | 0              | 1     | 0     |
| JEF United Chiba     | 2009  | 11        | 0         | 2              | 0              | 13    | 0     |
| JEF United Chiba     | 2010  | 22        | 0         | -              | -              | 22    | 0     |
| JEF United Chiba     | 2011  | 0         | 0         | -              | -              | 0     | 0     |
| JEF United Chiba     | 2012  | 9         | 0         | -              | -              | 9     | 0     |
| JEF United Chiba     | 2013  | 0         | 0         | -              | -              | 0     | 0     |
| Total                | Total | 188       | 0         | 36             | 0              | 224   | 0     |

## Palmarés

### Títulos nacionales
| Título         | Club             | País  | Año  |
| -------------- | ---------------- | ----- | ---- |
| Copa J. League | JEF United Chiba | Japón | 2005 |
| Copa J. League | JEF United Chiba | Japón | 2006 |